# Jorge León González Parra
Jorge León González Parra (Palmira, Valle del Cauca; 16 de diciembre de 1963) es un oficial General del Fuerza Aérea Colombiana. Entre 2019 y 2022 fue designado por el gobierno de Iván Duque como Jefe del Estado Mayor Conjunto de las Fuerzas Militares de Colombia.

## Estudios
El general González es Administrador de Infantería Aérea de la Academia Interamericana de las Fuerzas Aéreas y Administrador Aeronáutico de la Escuela Militar de Aviación Marco Fidel Suárez de donde se graduó el 1.º de diciembre de 1984 siendo ascendido a Subteniente.
Así mismo, González cuenta con una especialización en Derecho Internacional aplicable a los conflictos armados y múltiples cursos militares tanto en Colombia como en el exterior.
Alcanza el generalato al recibir el grado de Brigadier General del Aire el 1.º de diciembre de 2012, grado que posteriormente fue cambiado Brigadier General el 9 de julio de 2016. En ese mismo año recibió su ascenso al grado de Mayor General mediante el decreto número 1531 del 29 de septiembre de 2016.
Fue ascendido al rango de General el 30 de julio de 2020 por aprobación del Senado.

## Principales Cargos
- Comandante de Escuadrillas de Instrucción Militar en la Escuela de Suboficiales de la Fuerza Aérea Colombiana
- Comandante de escolta del Palacio de Nariño
- Edecán Aéreo del Presidente
- Jefe de Sección de Sistemas de la Jefatura de Infantería de Aviación
- Comandante de grupos de formación y académico de la Escuela de Suboficiales de la Fuerza Aérea Colombiana
- Comandante de Escuadrón de Infantería y de Seguridad y Defensa de Bases del Grupo Aéreo del Sur (GASUR)
- Director de Seguridad, Defensa y Operaciones de la Jefatura de Seguridad y Defensa de la Fuerza
- Comandante del Grupo de Seguridad y Defensa de Bases N.º  7 (Escuela Militar de Aviación Marco Fidel Suárez)
- Jefe de Sección de Planeación de la Jefatura de Seguridad y Defensa de la Fuerza
- Ayudante General del Comando General de las Fuerzas Militares
- Adjunto Aéreo en la embajada de Colombia en el Ecuador
- Jefe de Desarrollo Humano
- Jefe de Seguridad y Defensa de la Fuerza

## Condecoraciones

### Órdenes
- Al mérito Coronel “Guillermo Fergusson"
- San Carlos, Oficial
- Cruz de la fuerza aérea al "mérito aeronáutico", Oficial
- Del mérito militar “Antonio Nariño”, Oficial
- Cruz de la fuerza aérea al "mérito aeronáutico", Comendador
- Del mérito naval "Almirante Padilla", Comendador
- Mérito a la democracia
- De Boyacá, Gran Oficial

### Medallas
- Marco Fidel Suárez
- Guardia Presidencial, Mérito militar
- Servicios distinguidos a la Policía Nacional, primera vez
- Al mérito de la paz y la convivencia, Oro
- Servicios distinguidos a la infantería de aviación
- Alférez real, honor al mérito
- Defensa de la libertad personal, al mérito
- Militar "al mérito de la reserva"
- Militar General José Hilario López Valdés
- Militar Escuela Militar de Cadetes
- Militar Ministerio de Defensa, servicios distinguidos
- Militar Servicios Distinguidos al Comando General de las Fuerzas Militares
- Joaquín de Cayzedo y Cuero, segunda
- Estrella de las Fuerzas Armadas del Ecuador, estrella al mérito militar
- Fe en la Causa del Ejército Nacional
- Club Militar
- Fe en la Causa del Comando General de las Fuerzas Militares, Extraordinaria
- Especial Extraordinaria
- Cruz Honor al mérito
- Cruz de honor ASURFAC
- Fe en la Causa de la Fuerza Aérea Colombiana

### Distintivos
- Paracaidista
- Policía militar, Instructor
- Profesor militar
- Graduando distingido
- Instructor Escuela de Suboficiales de la Fuerza Aérea Colombiana
- Alumno Distingido
- Estado Mayor Aéreo
- De la Jefatura jurídica y de derechos humanos de la Fuerza Aérea Colombiana
- instructor militar de escuelas